# Requisitos de visado para ciudadanos salvadoreños
Requisitos de visado para ciudadanos salvadoreños son restricciones de entrada por las autoridades de otros estados soberanos que imponen sobre los ciudadanos de El Salvador. En 2021 los ciudadanos salvadoreños podían entrar en 134 países sin necesitar las visas, y los otros 69 países que se necesitan con la visa ya sea físico o electrónica (e-Visa) que emiten a la frontera, clasificando su pasaporte como el 38° pasaporte más útil en el mundo.

## Mapa de requisitos de visado

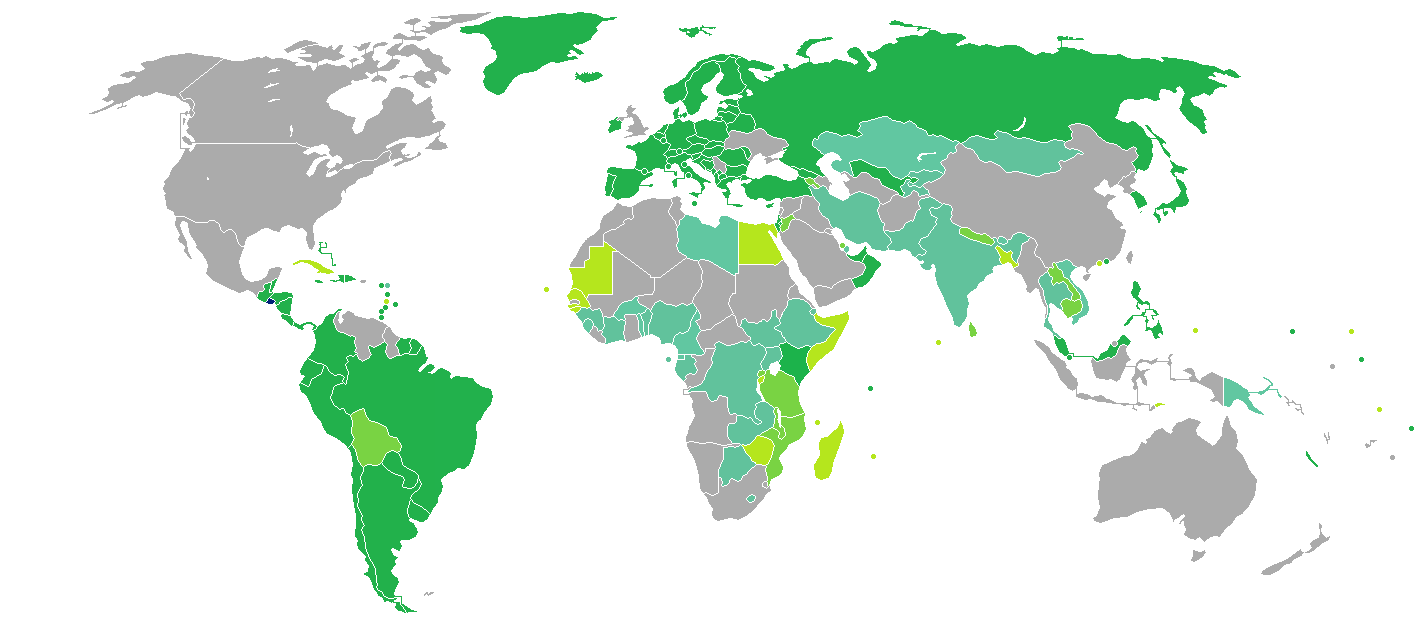
Requisitos de visado para ciudadanos salvadoreños
El Salvador
Sin necesidad de visa
Visa a la llegada
Visa a la llegada o visa electrónica
Visa electrónica
Se requiere visa antes de la llegada

## Requisitos de visado
Los requisitos de visado por salvadoreños con pasaportes normales y viajando por turismo:
| País                            | Requisitos del visado                    | Notas (excluyendo impuestos de salida) |
| ------------------------------- | ---------------------------------------- | --- |
| Afganistán                      | Se necesita visa                         | |
| Albania                         | No se necesita visa                      | por 90 días |
| Alemania                        | No se necesita visa                      | por 90 días dentro del país, y por 180 días en el espacio de Schengen |
| Argelia                         | Se necesita visa                         | |
| Andorra                         | No se necesita visa                      | por 90 días |
| Angola                          | Se necesita visa                         | |
| Antigua y Barbuda               | Se necesita visa                         | |
| Arabia Saudita                  | Se necesita visa                         | |
| Argentina                       | No se necesita visa                      | por 3 meses |
| Armenia                         | Se necesita visa al llegar               | por 120 días |
| Australia                       | Se necesita visa                         | Se puede aplicar por Internet. |
| Austria                         | No se necesita visa                      | por 90 días dentro del país, y por 180 días en el espacio de Schengen |
| Azerbaiyán                      | Se necesita visa                         | |
| Bahamas                         | No se necesita visa                      | por 3 meses |
| Baréin                          | Se necesita visa                         | |
| Bangladés                       | Se necesita visa                         | |
| Barbados                        | Se necesita visa                         | |
| Bielorrusia                     | Se necesita visa                         | Los pasajeros deben viajar a través del Aeropuerto Internacional de Minsk. Si los documentos de apoyo se presentan no más tarde que tres días de entre semana antes de la llegada esperada. |
| Bélgica                         | No se necesita visa                      | por 90 días dentro del país, y 180 días en el espacio de Schengen |
| Belice                          | No se necesita visa                      | por 90 días |
| Benín                           | Se necesita visa                         | Se necesita también el Certificado internacional de vacunación. |
| Birmania                        | Se necesita visa                         | |
| Bután                           | Se necesita visa                         | |
| Bolivia                         | Se necesita visa al llegar               | |
| Bosnia y Herzegovina            | No se necesita visa                      | por 90 días, y dentro de 180 días. |
| Botsuana                        | Se necesita visa                         | |
| Brasil                          | No se necesita visa                      | por 90 días. |
| Brunéi                          | Se necesita visa                         | |
| Bulgaria                        | No se necesita visa                      | por 90 días, y dentro de 180 días. |
| Burkina Faso                    | Se necesita visa                         | |
| Burundi                         | Se necesita visa                         | |
| Camboya                         | Se necesita visa al llegar               | por 30 días. También está disponible en línea. |
| Camerún                         | Se necesita visa                         | |
| Canadá                          | Se necesita visa                         | |
| Cabo Verde                      | Se necesita visa al llegar               | No todas los puntos están disponibles. |
| República Centroafricana        | Se necesita visa                         | |
| Chad                            | Se necesita visa                         | |
| Chile                           | No se necesita visa                      | por 90 días. |
| China                           | Se necesita visa                         | |
| Colombia                        | No se necesita visa                      | por 90 días. |
| Comoras                         | Se necesita visa al llegar               | por 45 días. |
| República del Congo             | Se necesita visa                         | |
| República Democrática del Congo | Se necesita visa                         | |
| Corea del Norte                 | Se necesita visa                         | |
| Corea del Sur                   | No se necesita visa                      | por 90 días |
| Costa Rica                      | No se necesita visa                      | por 90 días |
| Costa de Marfil                 | Se necesita visa                         | |
| Croacia                         | No se necesita visa                      | Por 90 días, y dentro de 180 días. |
| Cuba                            | Se necesita Tarjeta del Turista          | |
| Chipre                          | No se necesita visa                      | por 90 días, y dentro de 180 días. |
| República Checa                 | No se necesita visa                      | por 90 días dentro del país, y por 180 días en el espacio de Schengen |
| Dinamarca                       | No se necesita visa                      | por 90 días dentro del país, y por 180 días en el espacio de Schengen |
| Dominica                        | No se necesita visa                      | por 6 meses |
| República Dominicana            | No se necesita visa                      | por 90 días |
| Ecuador                         | No se necesita visa                      | por 90 días |
| Egipto                          | Se necesita visa                         | |
| Emiratos Árabes Unidos          | Se necesita visa                         | |
| Eritrea                         | Se necesita visa                         | |
| Eslovaquia                      | No se necesita visa                      | por 90 días dentro del país, y por 180 días en el espacio de Schengen |
| Eslovenia                       | No se necesita visa                      | por 90 días dentro del país, y por 180 días en el espacio de Schengen |
| España                          | No se necesita visa                      | por 90 días dentro del país, y por 180 días en el espacio de Schengen |
| Estados Unidos                  | Se necesita visa                         | |
| Estonia                         | No se necesita visa                      | por 90 días dentro del país, y por 180 días en el espacio de Schengen |
| Etiopía                         | Se necesita visa                         | |
| Filipinas                       | No se necesita visa                      | por 30 días |
| Finlandia                       | No se necesita visa                      | por 90 días dentro del país, y por 180 días en el espacio de Schengen |
| Fiyi                            | Se necesita visa                         | |
| Francia                         | No se necesita visa                      | por 90 días dentro del país, y por 180 días en el espacio de Schengen |
| Gabón                           | No se necesita visa                      | La gente que tenga visados electrónicos tiene que llegar por el Aeropuerto Internacional de Libreville-Leon M'ba. Disponible en e-Visa.                                                     |
| Gambia                          | Se necesita visa                         | |
| Georgia                         | No se necesita visa                      | por 90 días. |
| Ghana                           | Se necesita visa                         | |
| Granada                         | Se necesita visa                         | |
| Grecia                          | No se necesita visa                      | por 90 días dentro del país, y por 180 días en el espacio de Schengen |
| Guatemala                       | No se necesita visa                      | por 90 días. |
| Guinea                          | Se necesita visa                         | |
| Guinea Ecuatorial               | Se necesita visa                         | |
| Guinea-Bisáu                    | Se necesita visa al llegar               | por 90 días. También se puede aplicar en e-Visa. |
| Guyana                          | Se necesita visa                         | |
| Haití                           | No se necesita visa                      | por 3 meses |
| Honduras                        | No se necesita visa                      | por 3 meses |
| Hong Kong                       | No se necesita visa                      | por 30 días |
| Hungría                         | No se necesita visa                      | por 90 días, y dentro de 180 días en el espacio de Schengen |
| India                           | No se necesita visa                      | por 30 días. También se puede obtener e-Visa de turismo. |
| Indonesia                       | No se necesita visa                      | por 30 días |
| Irán                            | Se necesita visa al llegar               | por 15 días |
| Irak                            | Se necesita visa                         | |
| Irlanda                         | No se necesita visa                      | por 3 meses |
| Islandia                        | No se necesita visa                      | por 90 días, y dentro de 180 días en el espacio de Schengen |
| Israel                          | No se necesita visa                      | por 90 días |
| Italia                          | No se necesita visa                      | por 90 días, y dentro de 180 días en el espacio de Schengen |
| Jamaica                         | Se necesita visa                         | |
| Japón                           | No se necesita visa                      | por 90 días |
| Jordania                        | Se necesita visa al llegar               | Aplican condiciones. No todos los aeropuertos están disponibles. |
| Kazajistán                      | Se necesita visa                         | |
| Kenia                           | No se necesita visa                      | por 3 meses. Disponible también en Internet. |
| Kirguistán                      | Se necesita visa                         | |
| Kiribati                        | Se necesita visa                         | |
| Kuwait                          | Se necesita visa                         | |
| Laos                            | Se necesita visa al llegar               | por 30 días. No todos los aeropuertos están disponibles. |
| Lesoto                          | Se necesita visa                         | |
| Letonia                         | No se necesita visa                      | por 90 días, y dentro de 180 días en el espacio de Schengen |
| Líbano                          | Se necesita visa                         | Además de una visa, se debe obtener una aprobación del Departamento de Inmigración de la Dirección General de Seguridad General (La Surete Generale).                                       |
| Liberia                         | Se necesita visa                         | |
| Libia                           | Se necesita visa                         | |
| Liechtenstein                   | No se necesita visa                      | por 90 días, y dentro de 180 días en el espacio de Schengen |
| Lituania                        | No se necesita visa                      | por 90 días, y dentro de 180 días en el espacio de Schengen |
| Luxemburgo                      | No se necesita visa                      | por 90 días, y dentro de 180 días en el espacio de Schengen |
| Macedonia del Norte             | No se necesita visa                      | por 90 días, y dentro de 180 días |
| Madagascar                      | Se necesita visa al llegar               | por 90 días |
| Malasia                         | No se necesita visa                      | por 1 mes |
| Malaui                          | Se necesita visa                         | |
| Maldivas                        | Se necesita visa al llegar               | por 30 días |
| Mali                            | Se necesita visa                         | |
| Malta                           | No se necesita visa                      | por 90 días, y dentro de 180 días. |
| Marruecos                       | Se necesita visa                         | |
| Islas Marshall                  | Se necesita visa                         | |
| Mauricio                        | Se necesita visa al llegar               | |
| México                          | Se necesita visa                         | |
| Micronesia                      | No se necesita visa                      | por 30 días. |
| Moldavia                        | Se necesita visa                         | |
| Mónaco                          | No se necesita visa                      | |
| Mongolia                        | Se necesita visa                         | |
| Montenegro                      | No se necesita visa                      | por 90 días, y dentro de 180 días. |
| Mozambique                      | Se necesita visa al llegar               | 30 días, aplican condiciones. |
| Namibia                         | Se necesita visa                         | |
| Nauru                           | Se necesita visa                         | |
| Nepal                           | Se necesita visa al llegar               | por 90 días. |
| Nicaragua                       | No se necesita visa                      | por 3 meses |
| Níger                           | Se necesita visa                         | |
| Nigeria                         | Se necesita visa                         | |
| Noruega                         | No se necesita visa                      | por 90 días, y dentro de 180 días en el espacio de Schengen |
| Nueva Zelanda                   | Se necesita visa                         | |
| Omán                            | Se necesita visa                         | |
| Países Bajos                    | No se necesita visa                      | por 90 días, y dentro de 180 días en el espacio de Schengen (European Netherlands) |
| Pakistán                        | Se necesita visa                         | |
| Palaos                          | Se necesita visa al llegar               | por 30 días |
| Panamá                          | No se necesita visa                      | por 180 días |
| Papúa Nueva Guinea              | Se necesita visa                         | |
| Paraguay                        | No se necesita visa                      | por 90 días |
| Perú                            | Se necesita visa                         | |
| Polonia                         | No se necesita visa                      | por 90 días, y dentro de 180 días en el espacio de Schengen |
| Portugal                        | No se necesita visa                      | por 90 días, y dentro de 180 días en el espacio de Schengen |
| Catar                           | e-Visa                                   | por 30 días. |
| Reino Unido                     | Se necesita visa                         | |
| Ruanda                          | Se necesita visa al llegar               | por 30 días. |
| Rumania                         | No se necesita visa                      | por 90 días, y dentro de 180 días. |
| Rusia                           | No se necesita visa                      | por 90 días, y dentro de 180 días. |
| Islas Salomón                   | Se necesita visa                         | |
| Samoa                           | Se necesita visa al llegar               | por 60 días |
| San Cristóbal y Nieves          | No se necesita visa                      | por 3 meses |
| San Marino                      | No se necesita visa                      | por 3 meses |
| San Vicente y las Granadinas    | No se necesita visa                      | por 1 mes |
| Santa Lucía                     | Se necesita visa al llegar               | por 6 semanas |
| Santo Tomé y Príncipe           | Se necesita visa                         | Disponible también en Internet. |
| Senegal                         | Se necesita visa al llegar               | |
| Serbia                          | Se necesita visa                         | |
| Seychelles                      | Se necesita visa del visitante           | por 1 mes |
| Sierra Leona                    | Se necesita visa                         | |
| Singapur                        | No se necesita visa                      | por 30 días |
| Siria                           | Se necesita visa                         | |
| Somalia                         | Se necesita visa al llegar               | por 30 días, debe contener una carta de invitación emitida al menos 2 días antes de la llegada.                                                                                             |
| Sri Lanka                       | Se necesita visa al llegar               | por 30 días |
| Suazilandia                     | Se necesita visa                         | |
| Sudáfrica                       | Se necesita visa                         | |
| Sudán                           | Se necesita visa                         | |
| Sudán del Sur                   | Se necesita visa                         | |
| Suecia                          | No se necesita visa                      | por 90 días, y dentro de 180 días en el espacio de Schengen |
| Suiza                           | Visado no es necesario                   | por 90 días, y dentro de 180 días en el espacio de Schengen |
| Surinam                         | Se necesita Tarjeta de turismo al llegar | |
| Tailandia                       | Se necesita visa                         | |
| Taiwán                          | Se necesita visa                         | |
| Tanzania                        | Se necesita visa al llegar               | |
| Tayikistán                      | Se necesita visa                         | Disponible también en Internet. |
| Timor Oriental                  | Se necesita visa al llegar               | por 30 días. No todos los aeropuertos están disponibles. |
| Togo                            | Se necesita visa al llegar               | por 7 días |
| Tonga                           | Se necesita visa                         | |
| Trinidad y Tobago               | No se necesita visa                      | por 90 días |
| Túnez                           | Se necesita visa                         | |
| Turkmenistán                    | Se necesita visa                         | |
| Turquía                         | No se necesita visa                      | por 3 meses |
| Tuvalu                          | Se necesita visa al llegar               | por 1 mes |
| Ucrania                         | Se necesita visa al llegar               | por 15 días. Disponible también en Internet. |
| Uganda                          | Se necesita visa al llegar               | Determinado en elpuerto de entrada. |
| Uruguay                         | No se necesita visa                      | por 90 días |
| Uzbekistán                      | Se necesita visa                         | |
| Vanuatu                         | Se necesita visa                         | |
| Ciudad del Vaticano             | No se necesita visa                      | por 90 días. |
| Venezuela                       | Se necesita visa                         | |
| Vietnam                         | Visado sí es necesario                   | Visados arreglados con antelación se obtengan por agencias de viaje en los aeropuertos de Hanói, Ciudad Ho Chi Minh, Phú Quốc o Đà Nẵng. Phú Quốc sin un visado para hasta 30 días.         |
| Yemen                           | Visado sí es necesario                   | |
| Yibuti                          | Se necesita visa al llegar               | No todos los aeropuertos están disponibles. |
| Zambia                          | Se necesita visa al llegar               | por 90 días |
| Zimbabue                        | Se necesita visa al llegar               | por 90 días |